# 烏若克
烏若克是烏克蘭西部的村莊，隸屬外喀爾巴阡州的烏日霍羅德區。該村始建於1582年，面積22.77平方公里，海拔高度567米，2011年人口722，人口密度每平方公里33.9人。
48°59′5″N 22°51′53″E / 48.98472°N 22.86472°E